# Sóun Hódžó

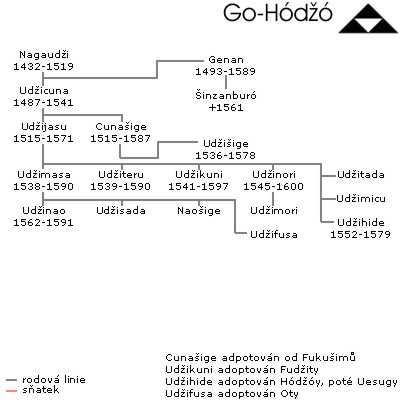
Rodokmen pozdního klanu Hódžó

Sóun Hódžó (japonsky 北条 早雲, též známý jako Šinkuró Ise; 1432 – 8. září 1519) byl schopný vojevůdce a obratný politik, který byl oblíben jak mezi šlechtou, tak mezi prostým lidem. Dobytí provincie Izu, kterým rozšířil svoje panství, je uváděno jako jeden z možných počátků období Sengoku.

## Život
Roku 1490 Masamoto Ašikaga, pán sousední provincie Izu, vydědil svého nejstaršího syna Čačamarua, načež se on okamžitě vzbouřil. Krvelačný mladík nato zabil otce, matku i mladšího bratra. Tento čin se stal zcela neomluvitelným a zcela nepochopitelným i pro otrlého samuraje, jakým Ise byl. Bez ohledu na Imagawu okamžitě vyrazil do Izu, polapil Čačamarua na hradě Horigoe a okamžitě mu nařídil spáchat seppuku. Poté se k Nagaudžimu přidali bývalí Ašikagovi vazalové a posílili tak jeho pozici.
Sóun byl vychováván mnichy z chrámu Daitókudži a během války Ónin (1467–1477) opustil Kjóto a odcestoval do Surugy se šesti následovníky. Zde se stal vazalem svého švagra, Jošitady Imagawy. V roce 1476 byl Jošitada zabit během bitvy. Novým pánem se stal Iseho synovec Udžičika. Jako svůj vděk za pomoc při upevnění svého postavení věnoval svému strýci Isemu hrad Kakaudži a povolil mu rozšířit svoje služebnictvo. Navíc směl od nynějška používat ve svém jméně znak Udži. Proto později změnil jméno z Šinkuró na Nagaudži.

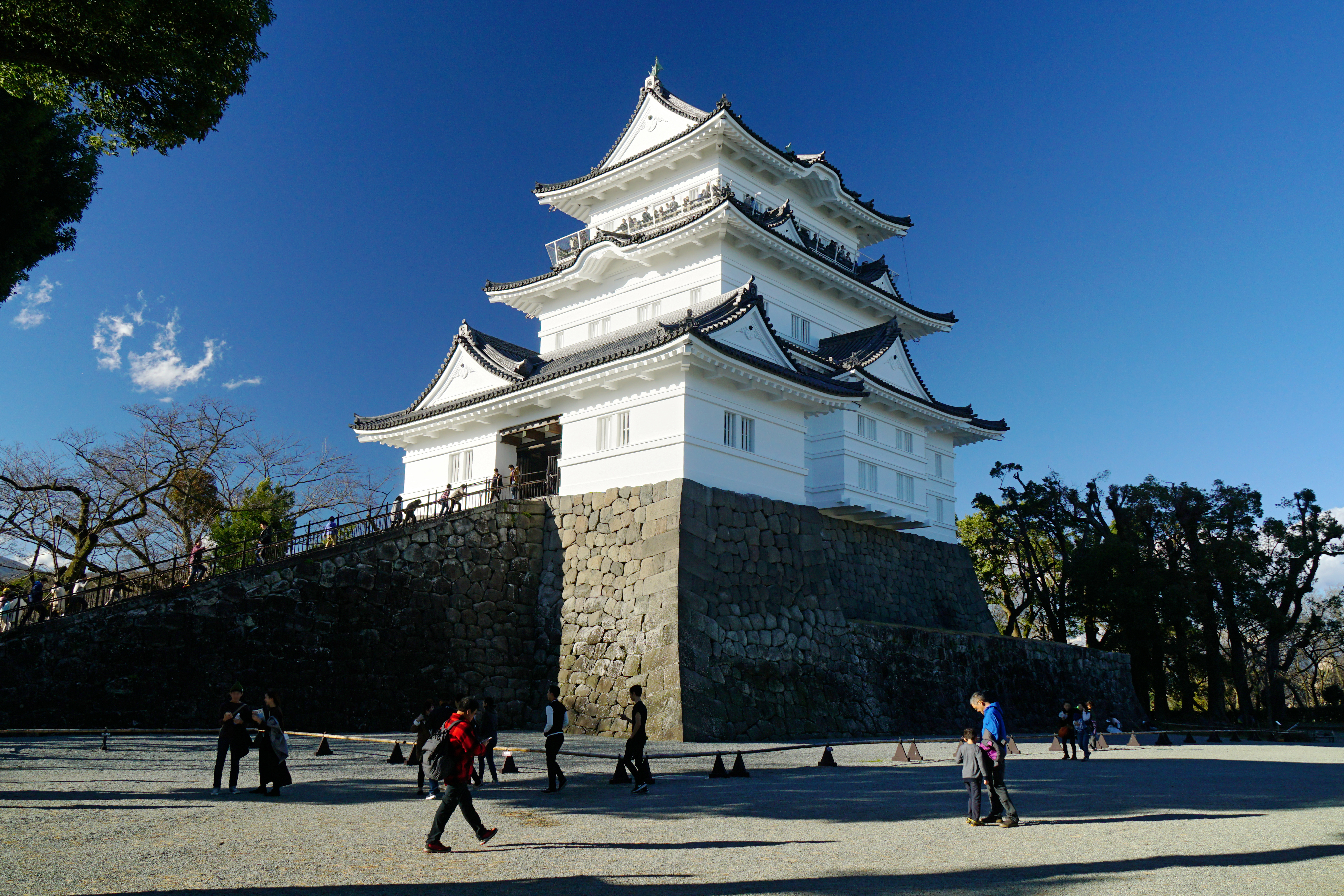
hrad Odawara

Tak se stal z hradního údržbáře pán provincie a neměl tedy důvod se vracet zpět do Surugy. Snad ze snahy vyzískat prestiž spojenou s velkým jménem nebo jen kvůli jeho zvuku, přejmenoval Ise svou rodinu na Hódžó. Samozřejmě Šinkuró mohl mít tenoučké vazby na již delší dobu nefungující regenty z klanu Hódžó, což však je vzhledem k tehdejšímu politickému klimatu velice sporné.
Hódžó se zanedlouho vrátil do Sagami a vyhlédl si místo pro hrad Odawara. Spřátelil se s mladým pánem odawarského paláce, Fudžijorim Ómorim a roku 1495 ho pozval na lov. Dny ubíhaly a po Ómoriho smrti měl Sóun lepší možnost získat palác pro sebe. Palác byl rekonstruován na hrad, který se v následujících desetiletích zvětšoval, až se stal jednou z nejimpozantnějších pevností v Japonsku.
V roce 1512 napadl Hódžó sousední klan Miura a v červnu roku 1516 pokořil sídelní hrad Arai, kde donutil Jošimotu Miuru spáchat seppuku. Nagaudži pak oficiálně odstupuje z popředí ve prospěch svého syna Udžicuny a roku 1519 umírá. Na jeho památku Udžicuna postavil v provincii Sagami buddhistický chrám (Sóundži) a tento akt velice zapůsobil na vazaly klanu Hódžó.
S ohledem na svoje politické a vojenské schopnosti byl Sóun Hódžó vnímán jako dobrý správce, byl populární mezi rolníky své země díky snížení daní ze 70 na 40 procent. Snad nejznámějším počinem je jeho Sóundži Dono Nidžúikkadžó - „21 článků pana Sóuna“, což je sbírka toho, co se smí a nesmí, věnovaná budoucím vazalům Hódžóova domu. Podle některých kronikářů je rok 1491 - dobytí Izu Sóunem - otevřením éry Sengoku, protože relativně neznámý Sóun sám o sobě získal provincii, a to bez císařského dekretu nebo povolení šóguna.
| Pozdní klan Hódžó | Pozdní klan Hódžó    | Pozdní klan Hódžó        |
| ----------------- | -------------------- | ------------------------ |
| Předchůdce: –     | 1487–1516 Sóun Hódžó | Nástupce: Udžicuna Hódžó |